# Morărești (okręg Vrancea)
Morărești – wieś w Rumunii, w okręgu Vrancea, w gminie Spulber. W 2011 roku liczyła 50
mieszkańców